# Southeast Financial Center
El Southeast Financial Center es un proyecto inmobiliario de 8000 m² situado en Miami, Florida, Estados Unidos. Consiste en un rascacielos de oficinas de 233 m de altura y su aparcamiento de 15 plantas. Fue conocido previamente como Southeast Financial Center (1984–1992), First Union Financial Center (1992–2003), y Wachovia Financial Center (2003–2011). En 2011, retomó su antiguo nombre de Southeast Financial Center porque Wachovia se fusionó con Wells Fargo y se trasladó a su nueva sede, el cercano Wells Fargo Center.
Cuando fue coronado en agosto de 1983, era el edificio más alto al sur de Nueva York y al este del Río Misisipi, quitándole este título al Westin Peachtree Plaza Hotel, en Atlanta, Georgia. Se mantuvo como el edificio más alto en el Sudeste de Estados Unidos hasta 1987, cuando fue superado por el One Atlantic Center en Atlanta, y como el más alto de Florida hasta el 1 de octubre de 2003, cuando fue superado por el Four Seasons Hotel and Tower, también en Miami. Continúa siendo el edificio de oficinas más alto de Florida y el segundo más alto de Miami.

## Estructura
El Southeast Financial Center fue construido en tres años por más de 500 trabajadores. Se usaron aproximadamente 6 650 toneladas de acero y 60 000 m³ de hormigón. El complejo está asentado sobre una serie de vigas de hormigón armado unidas a 150 pilotes de hormigón de hasta 3 m de diámetro y una profundidad de 24 m. Un dosel con estructura de acero y claraboyas de cristal cubre la plaza exterior entre la torre y el edificio bajo.
La torre tiene una estructura compuesta. Las columnas y las vigas exteriores son anchas alas de acero recubiertas con hormigón y rodeadas por barras de refuerzo. La estructura exterior se construyó usando encofrados hidráulicos de acero, o “mesas de encofrado”, alzadas en su lugar con una grúa “canguro”, que se situaba en el núcleo, y sujetadas en su posición manualmente. La estructura de las plantas está formada por vigas de ala ancha rematadas por una cubierta de metal y hormigón. El núcleo es de acero, diseñado para resistir cargas de viento laterales. La construcción de una planta típica se completaba cada cinco días.
El salón bancario y el aparcamiento tienen estructuras de hormigón. Cada planta consiste en casi 4000 m² de hormigón. Cuando el hormigón se había endurecido lo suficiente, se usaba aire comprimido para desplazar los encofrados de fibra de vidrio de debajo de la planta completada al exterior donde era elevada por una grúa hacia su posición para la siguiente planta.
El edificio fue reconocido como el primer edificio solo de oficinas de Miami certificado por LEED Oro en enero de 2010.

## Historia
El complejo fue promovido por una asociación compuesta por Gerald D. Hines Interests, Southeast Bank, y Corporate Property Investors con un coste de $180 millones. Se construyó originalmente como la sede del Southeast Bank, que ocupaba el 50 por ciento del complejo. Se mantuvo como la sede del Southeast Bank hasta que fue liquidado en 1991.
El Southeast Financial Center comprende dos edificios: la torre de oficinas de 55 plantas y un aparcamiento de 15 plantas. La torre tiene 53 plantas de oficinas. La primera planta está dedicada a comercios, la segunda es el lobby y la planta 55 albergaba el lujoso Miami City Club. El anexo de aparcamiento tiene 12 plantas para 1.150 coches. La primera planta está dedicada a comercios, la segunda es un salón bancario, y la planta 15 tiene el Downtown Athletic Club. Una plaza ajardinada se sitúa entre la torre de oficinas y el anexo. Una pasarela cubierta conecta la segunda planta de la torre con la segunda planta del anexo. El patio está protegido parcialmente de los elementos por un dosel de acero y cristal que abarca la plaza y está conectado a la torre y el anexo. Las oficinas ejecutivas del Southeast Bank se situaban en la planta 38. La construcción del complejo comenzó el 12 de diciembre de 1981, y la dedicación y apertura oficial del complejo tuvo lugar el 23 de octubre de 1984.
El Southeast Financial Center fue diseñado por Edward Charles Bassett de Skidmore, Owings and Merrill. El arquitecto asociado fue Spillis Candela & Partners. Tiene 106 000 m² de oficinas. Una planta típica tiene unos 2043 m² de espacio de oficinas. Cada planta tiene ventanas del suelo al techo de 2,7 m x 2,7 m. Todo el complejo contiene más de 204 000 m²². Los distintivos retranqueos comienzan en la planta 43. Cada planta típica tiene 9 oficinas en esquina y las 12 plantas más altas tienen hasta 16. La torre de oficinas tiene 43 ascensores. Una estación de control de emergencias proporciona control computerizado de todo el complejo, y cuatro generadores para energía de reserva.
El Southeast Financial Center puede verse hasta desde Ft. Lauderdale y a medio camino hacia Bimini. El techo del edificio apareció en la película de Wesley Snipes Drop Zone, donde un excéntrico saltador BASE llamado Swoop se lanza en paracaídas a la calle desde un carro de limpieza de ventanas suspendido. El edificio también apareció en varios episodios de la serie de televisión de los años ochenta Miami Vice y al final de los créditos de apertura de cada episodio.
El fundador de Zara Amancio Ortega adquirió el edificio a J.P. Morgan Asset Management en diciembre de 2016. Fue adquirida a través de Pontegadea, su sociedad de inversión inmobiliaria, pagando 516,6 millones de dólares (470 millones de euros), siendo la mayor compra inmobiliaria hasta la fecha en Miami-Dade.

## Principales ocupantes
- Wells Fargo
- Goldman Sachs
- DLA Piper
- White & Case
- Merrill Lynch

## Galería de imágenes

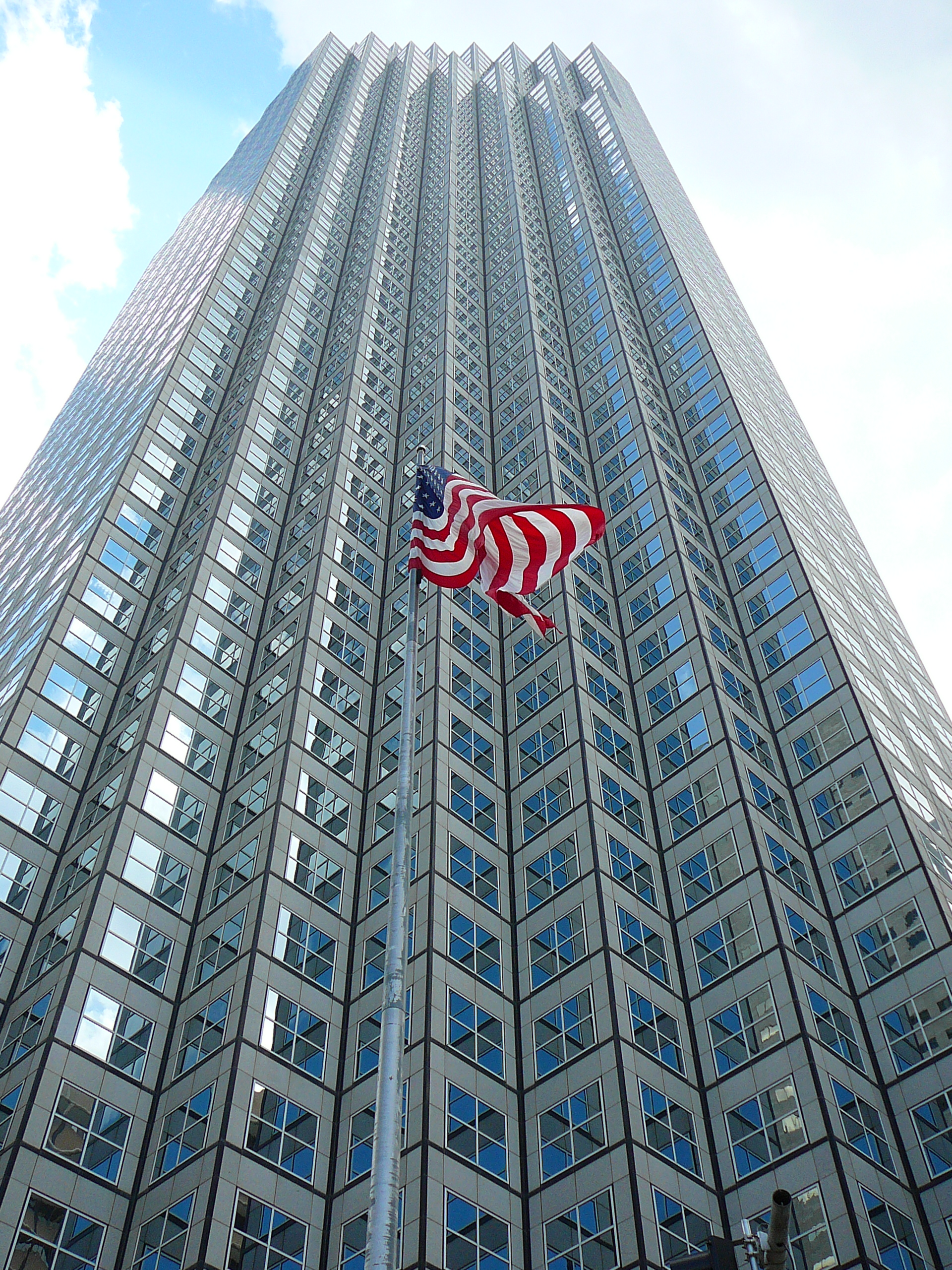
Vista frontal
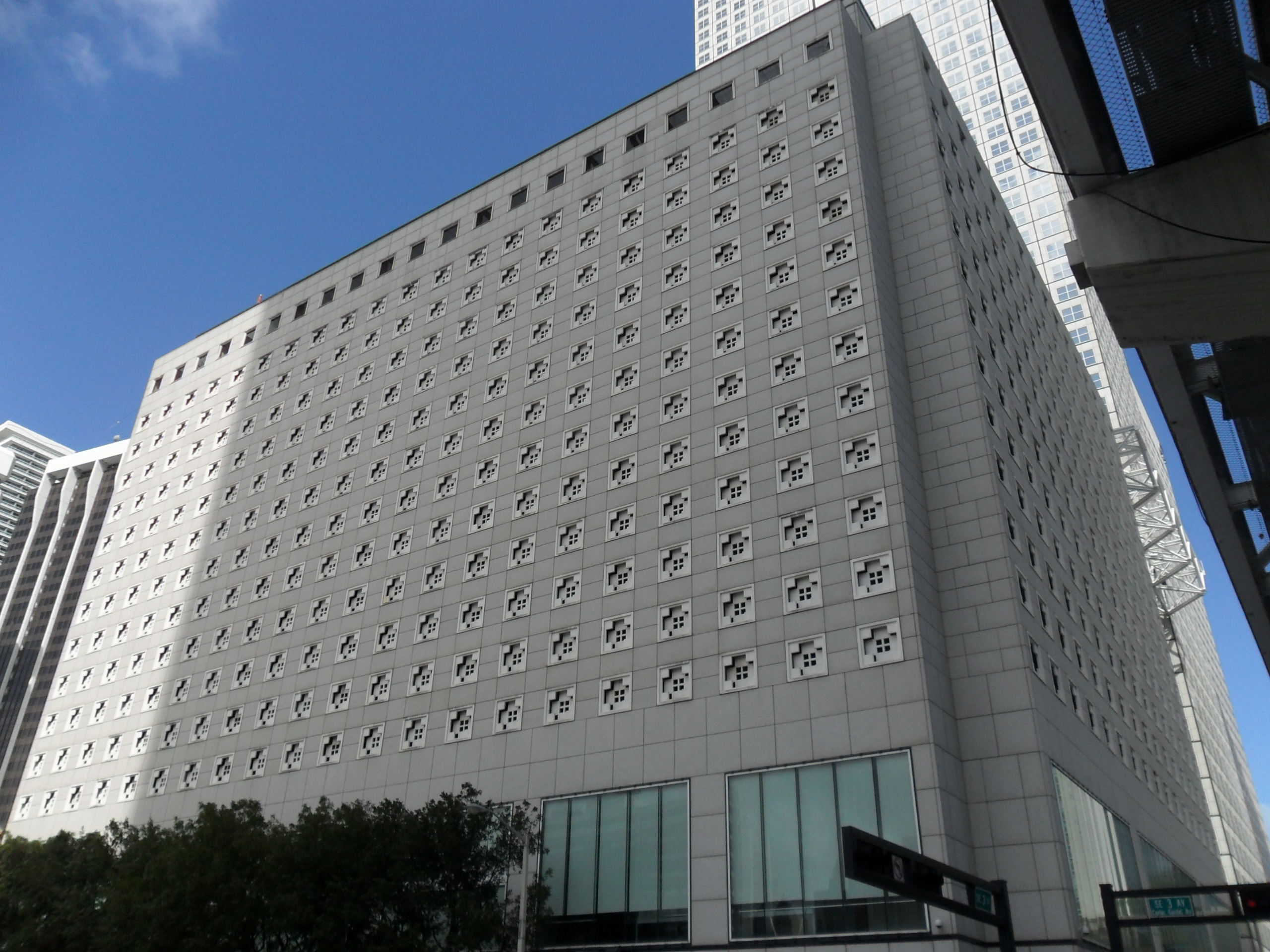
Anexo de aparcamiento de 14 plantas
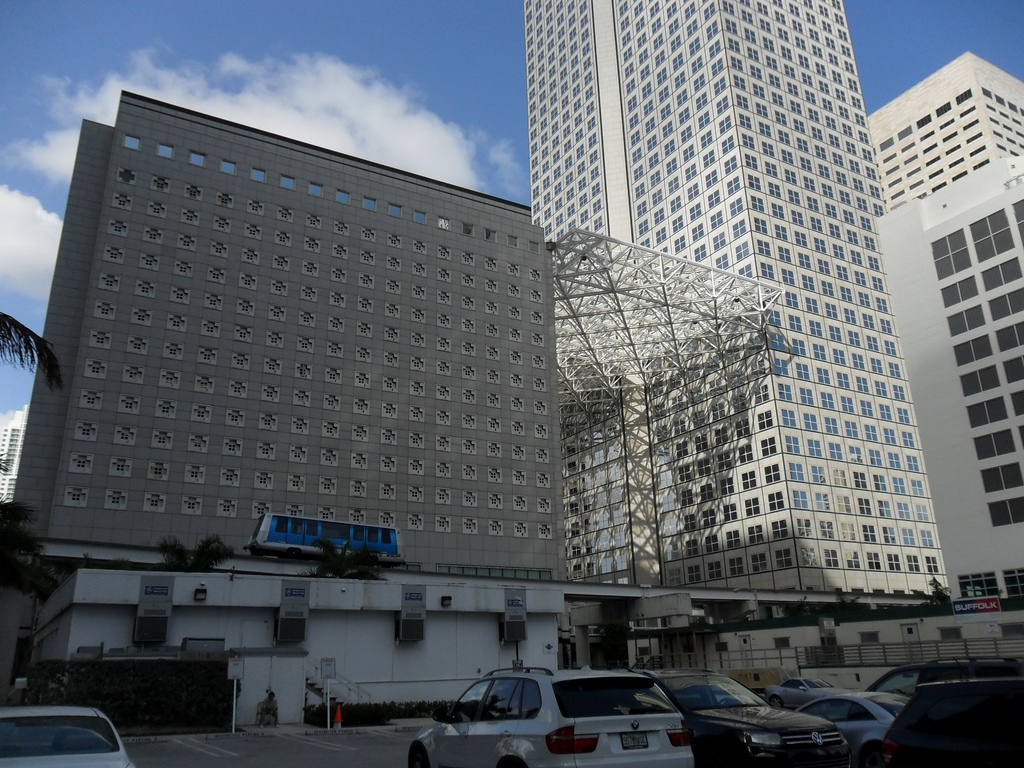
Parte baja del edificio desde el sur con un vehículo Metromover pasando por ahí
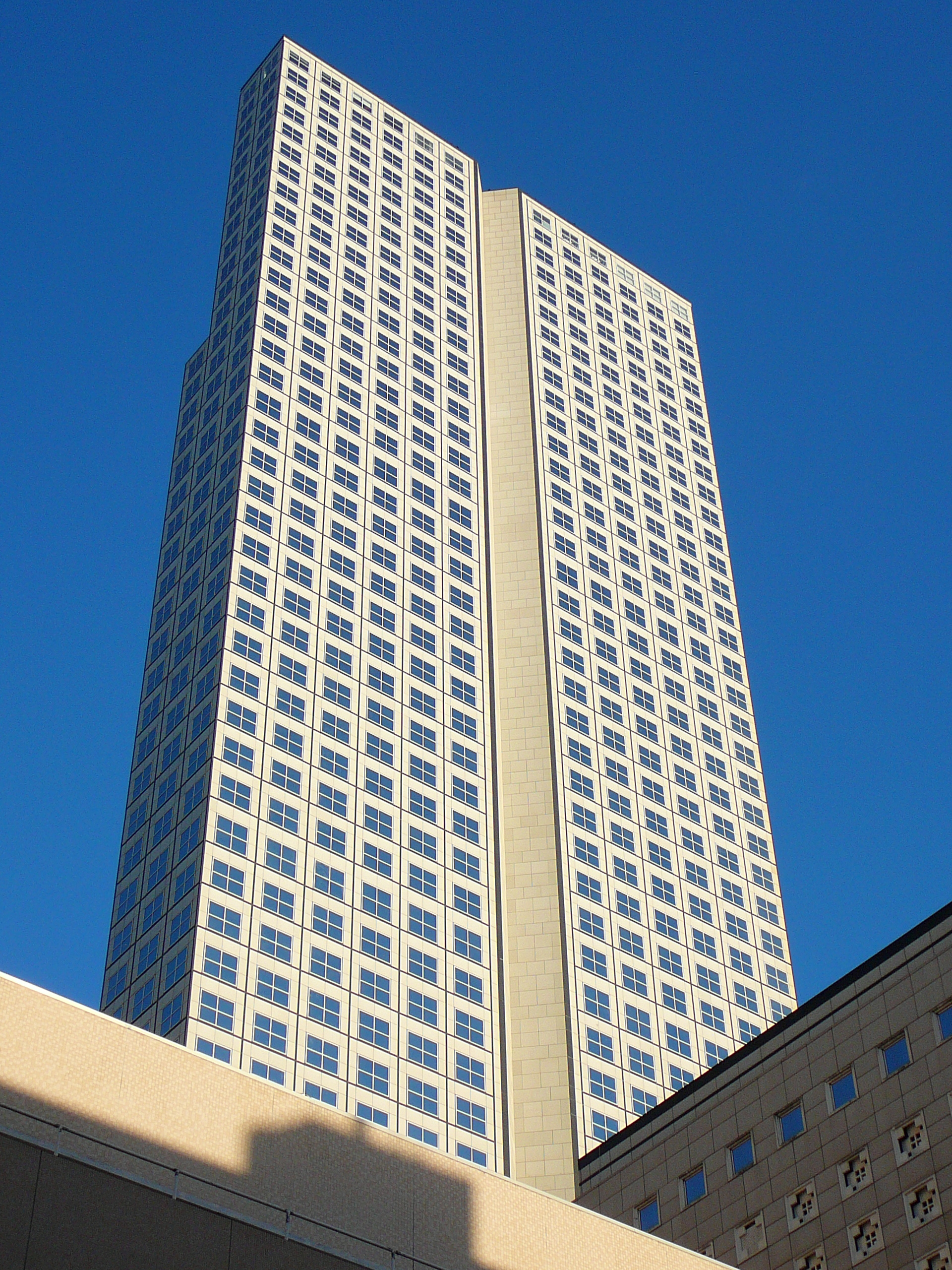
Ángulo mostrando el lado biselado
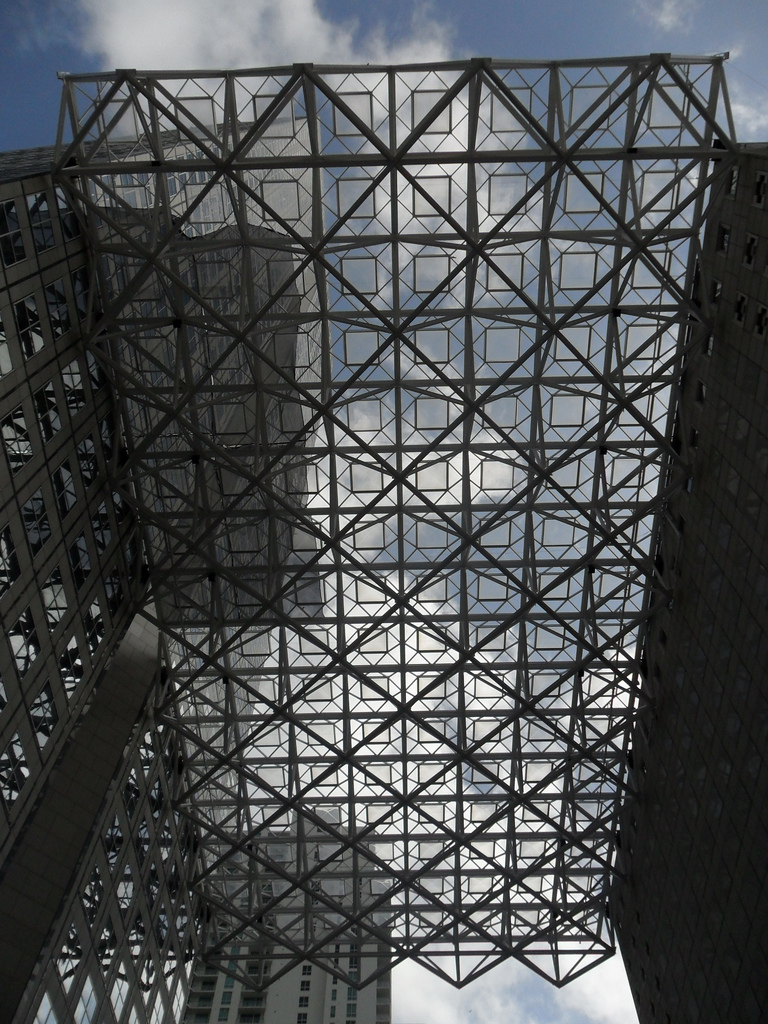
Techo de la plaza entre la torre y el aparcamiento
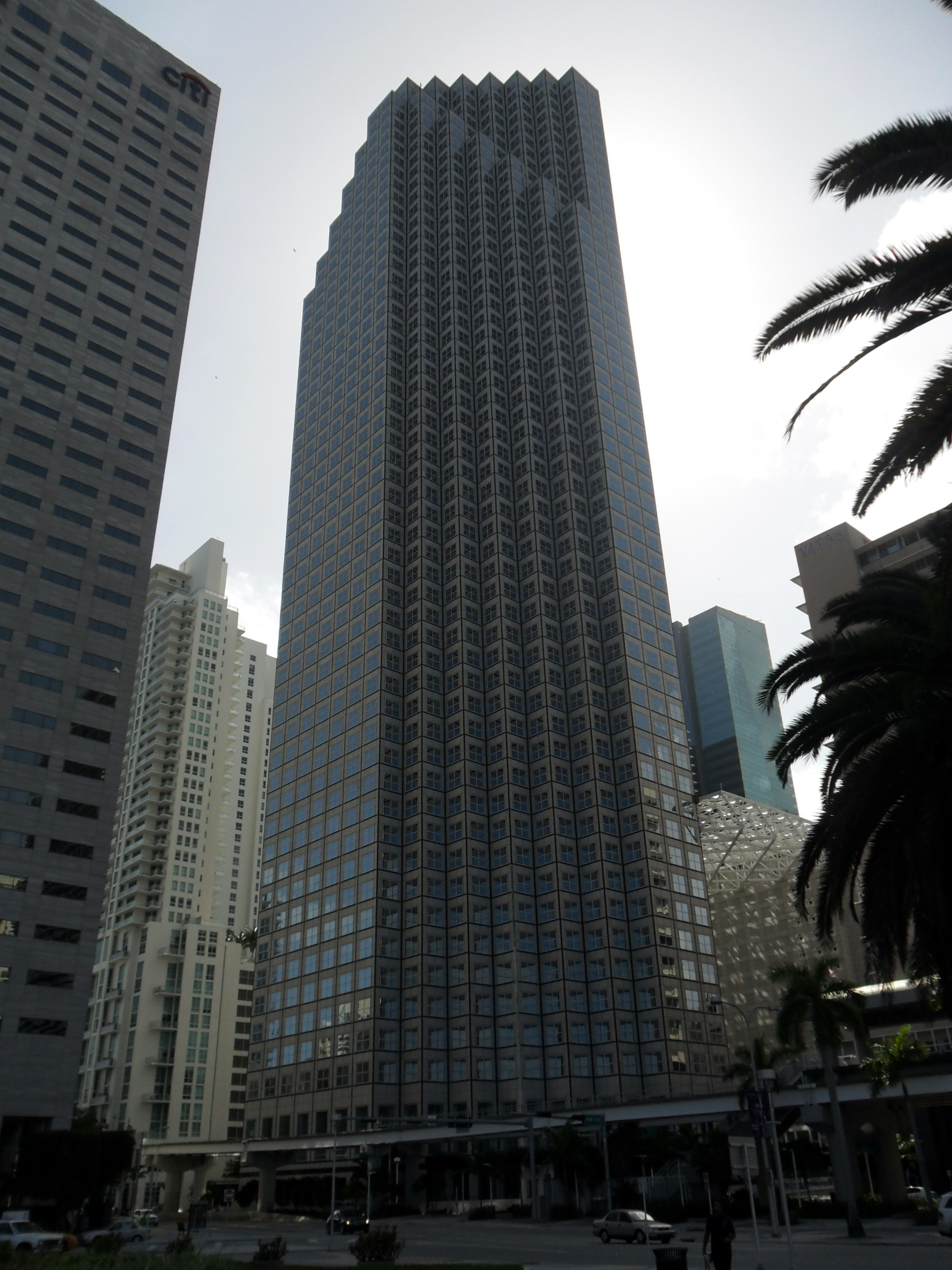
El Wachovia Financial Center en 2011
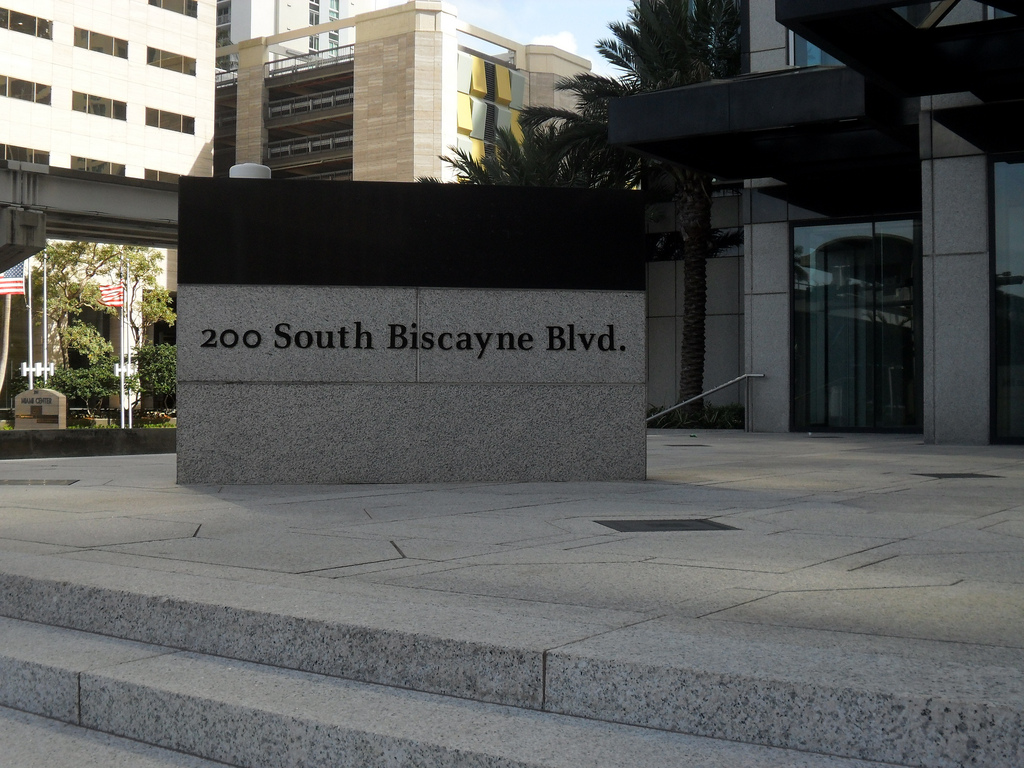
Cartel de 200 Biscayne Boulevard situado en la entrada principal